# L'assassino (film)
L'assassino è un film del 1961 diretto da Elio Petri, al suo esordio alla regia.

## Trama
Il giovane antiquario Alfredo Martelli, di punto in bianco, viene prelevato dalla sua abitazione e accompagnato dalla polizia in questura senza che gli venga fornita alcuna spiegazione. L'uomo attende a lungo di conoscere la ragione del fermo, finché il commissario Palumbo gli rivela che è indiziato per omicidio; è stata infatti assassinata la sua ex amante, Adalgisa De Matteis, con la quale oltretutto si era incontrato proprio la sera prima per chiederle la dilazione di un pagamento. 
Martelli trascorre dunque un'intera giornata a ripercorrere tutta la sua vita, fra i serrati interrogatori e controinterrogatori del commissario e un'angosciosa notte in cella, facendovi emergere via via tutta la disonestà e pochezza morale di cui s'era servito per cercare di realizzarsi socialmente, fino al colpo di scena conclusivo: durante l'interrogatorio di altri testimoni, la polizia riesce a far luce completa sul caso e a scoprire il vero colpevole, per cui Alfredo può tornare finalmente libero.
L'angoscia di quei drammatici momenti sembra abbia provocato in lui una salutare reazione, uno stimolo a cambiar vita, ma presto il rimorso ed il pentimento si dileguano. Il giovane antiquario tornerà quindi ad immergersi, consapevole e forse dolente, ma fatalmente rassegnato, nelle cattive abitudini di prima, come se nulla, in realtà, fosse accaduto.

## Produzione
Aiuto regista del film è Giuliano Montaldo, che nello stesso anno avrebbe esordito con Tiro al piccione. Tonino Guerra è accreditato come Antonio Guerra.

## Colonna sonora
La colonna sonora è stata composta da Piero Piccioni. Alcuni brani dovevano essere pubblicati su EP 7", rimanendo anch'esso inedito. L'EP e tutti gli altri brani registrati all'epoca e facenti parte della colonna sonora del film, per un totale di 31 tracce, sono stati pubblicati nel 2017, in Spagna, dalla Quartet Records in formato CD con numero di catalogo QR281.

## Restauro
Nel 2011 il film è stato restaurato presso il laboratorio L'Immagine Ritrovata per opera della Cineteca di Bologna, in collaborazione con il Museo Nazionale del Cinema di Torino e la Titanus.

## Critica
(Elio Petri, 1974)
All'uscita del film, nel 1961, Lorenzo Pellizzari scrive su Cinema Nuovo: "Un certo “equilibrio” – se utile o pericoloso o semplicemente accorto, non è facile dire – ci pare caratterizzare l’“opera prima” di Elio Petri; L’assassino, almeno come lo vediamo oggi, oscilla infatti fra la “coraggiosa” intenzione di affrontare un problema (sia pure in termini forzatamente incompleti) e l’inevitabile ripiegare nell’introspezione (o analisi sociologica, pezzo di costume, psicologismo) o nel racconto di “genere” (un certo tipo di poliziesco francese o americano). Quello che in fase di sceneggiatura doveva essere il dramma del cittadino accusato ingiustamente che scopre di non essere così “onesto” come riteneva, ha subito probabilmente un mutamento di dimensioni al contatto con la realtà delle riprese."
Sempre nel 1961, Segnalazioni Cinematografiche scrive: "Con un linguaggio scorrevole ed efficace, solo a tratti appesantito da qualche lentezza, il film sa costruire con sicuro intuito psicologico un personaggio ed un'atmosfera, coadiuvato in ciò da un'apprezzabile interpretazione".
Nell'edizione del 1994 del suo Il Mereghetti, Paolo Mereghetti scrive del film: "All'interno di una cornice gialla, polemico ritratto di un borghese meschino e studio sui rapporti suddito-autorità. Guai censori per la rappresentazione della polizia che opera al di fuori della legalità.".
FilmTv.it segnala brevemente: "L'esordio di Petri si muove sul difficile terreno della contaminazione tra poliziesco, giallo psicologico e commedia di costume. L'obiettivo è stigmatizzare la mediocrità morale dell'arrampicatore sociale negli anni del Boom.".

## Riconoscimenti
- 1961 - Festival del Cinema di Berlino
  - Candidatura all'Orso d'oro per Elio Petri
- 1962 - Nastro d'argento
  - Migliore attore non protagonista a Salvo Randone[2]
  - Candidatura come Miglior sceneggiatura a Elio Petri e Tonino Guerra